# Lac de Pérolles
Le lac de Pérolles est un lac de retenue du barrage de la Maigrauge sur la Sarine, situé près de la ville de Fribourg en Suisse,.

## Histoire
Le lac de Pérolles a été créé en 1874, Il a été construit par la construction d'un barrage sur la rivière Sarine. Au fil des siècles, le lac a subi de nombreuses modifications. Au XIXe siècle, il a été agrandi pour répondre aux besoins croissants de la ville en matière d'approvisionnement en eau potable. Des travaux ont également été effectués pour améliorer la qualité de l'eau et prévenir les inondations.
Au XXe siècle, le lac a été transformé en un lieu de loisirs populaire. Une plage a été aménagée sur le côté nord du lac, et des activités telles que la baignade[réf. nécessaire], le canotage et la pêche sont devenues courantes,.
En 1983, la zone reçoit le statut de réserve naturelle. Les activités telles que le canotage, la baignade et l'escalade y sont depuis interdites.
Dans les années 2000, le lac a fait l'objet de travaux de restauration importants, notamment l'élimination d'espèces envahissantes et la création de nouveaux habitats pour la faune aquatique. Le projet de restauration était une initiative conjointe de la ville de Fribourg et de plusieurs organisations environnementales locales, et a été largement salué pour son succès dans l'amélioration de la santé de l'écosystème du lac,.

## Faune et flore
Il est une zone de conservation importante pour la faune et la flore de la région. Il abrite de nombreuses espèces d'oiseaux, notamment des hérons, des canards et des cygnes, ainsi que des poissons comme la truite et le brochet. La région environnante est également riche en flore, avec de nombreuses espèces de plantes indigènes et des arbres tels que les érables, les frênes et les saules.